# واشوكاني

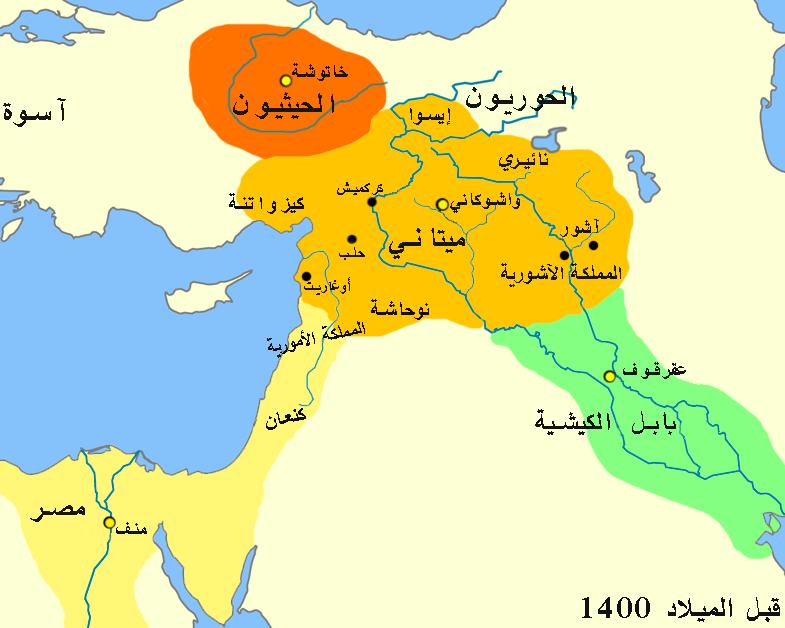
مملكة ميتاني

واشوكاني كانت عاصمة دولة ميتاني الحورية التي قامت في شمال شرقي سوريا في القرنين الخامس عشر والرابع عشر قبل الميلاد.
وامتد نفوذ هذه الدولة في أوج قوتها ـ من ساحل البحر المتوسط غرباً إلى مدينة كركوك حاليا في شمال شرقي العراق. هذا الامتداد جعل من منطقة الجزيرة السورية المنطقة المناسبة لتضم قلب مملكة ميتاني وعاصمتها واشكاني التي لم تُكتشَف بقايا واضحة منها تؤدي إلى تحديد موقعها على نحو حاسم، ومن هذه البقايا القصر الملكي وأرشيف الدولة الذي لا بد أن يكون محفوظاً في مقر العاصمة، ولهذا السبب فإن المعلومات التاريخية المتوافرة حالياً عن ميتاني وعاصمتها تأتي من نصوص الدول الأخرى التي عاصرتها مثل الدول الحثية والآشورية والمصرية القديمة.
ظهر اسم واشوكاني في النصوص المسمارية من العصر الآشوري الوسيط بصيغة أوشكاني وورد في النصوص الحثية بصيغة واشوگاني.
من الحوادث التاريخية التي اقترن بها ذكر مدينة واشكاني قيام أحد ملوك ميتاني وهو «ساوشتاتار» الذي حكم في 1430 ق.م. تقريباً بنصب بوابة من الذهب والفضة في قصره الموجود في هذه المدينة بعد أن جلبها من مدينة آشور حينما كانت الدولة الآشورية تحت نفوذ مملكة ميتاني
بعد اغتيال الملك "توشراتا" سنه 1342 ق.م. هرب ابنه "شاتيوازا" ولجأ إلى الحيثيون طالب الملك "أرتاتاما الثاني" بالعرش ومن بعده ابنه "شوتارنا الثالث" استغل الملك الحيثي "شوبيلوليوما" الصراع على السلطة في مملكه  ميتاني فتوجه إلى العاصمة "واشوكاني" لاحتلالها دامت المعارك اثني عشر عاماً حتي سقوط آخر معقل للميتانيين وتم تنصيب الملك "شاتيوازا"  ابن توشراتا" ملك على ميتاني من قبل الحثيين  وفي نفس الوقت اغتنم الملك الآشوري آشور أوباليط الأول هذه الفرصة فهجم هو الآخر على الميتانين سنة 1330 ق.م. واسترجع الأراضي الآشورية التي كانوا قد استولوا عليها.
غزا الملك الآشوري أداد نيراري الأول بلاد ميتاني سنة 1300 ق.م. وتغلغل في أراضيهم حتى الفرات ودمّر عاصمتهم واشوكاني وانتقلت تبعيه ميتاني لآشور. ثار الملك الميتاني «شاتوارا الثاني» على الآشوريين مما دفع الملك الآشوري  شلمنصر الأول على احتلال  ميتاني سنة 1240 ق.م. وضمّها إلى الدولة الآشورية.